# Структурные изменения (экономика)
В экономике структурные изменения — это сдвиг или изменение основных способов функционирования рынка или экономики.
Такие изменения могут быть вызваны такими факторами, как экономическое развитие, глобальные сдвиги в капитале и рабочей силе, изменения в доступности ресурсов вследствие войны или стихийных бедствий, открытия или истощения природных ресурсов или изменения в политической системе. Например, натуральное хозяйство может быть преобразовано в промышленное производство, или регулируемая смешанная экономика может быть либерализована. В настоящее время движущей силой структурных изменений в мировой экономике является глобализация. Структурные изменения возможны в силу динамического характера экономической системы.
Модели и изменения в отраслевой занятости приводят к сдвигам спроса через эластичность доходов. Изменение спроса как на товары местного производства, так и на импортные товары является фундаментальной частью развития. Структурные изменения, которые движут странами в процессе развития, часто рассматриваются в терминах сдвигов от первичного к вторичному и, наконец, к третичному производству. Технический прогресс рассматривается как важнейший фактор в процессе структурных изменений, поскольку он связан с устареванием навыков, профессий и постоянными изменениями в расходах и производстве, приводящими к структурной безработице.

## Примеры
Исторически сложилось так, что структурные изменения не всегда были строго в лучшую сторону. Примером тому служит разделение Кореи и отдельные пути развития каждого государства. Корея под японским правлением была относительно однородной по экономической структуре, но после Второй мировой войны обе страны претерпели кардинально отличающиеся структурные изменения из-за кардинально отличающихся политических структур.
Экономика Южной Кореи до 1950-х годов в основном состояла из сельского хозяйства. В течение 1960-х и 1970-х годов Корея начала менять свою структуру на ИТ, микросистемные технологии, а также услуги. Более 50 % населения мира пользуется смартфонами Samsung, штаб-квартира которых находится именно там. Сегодня экономика Южной Кореи является 15-й по силе экономической системой.
В Рурской области (Ruhrgebiet) в Германии экономика была в основном отмечена угольной и сталелитейной промышленностью. Во время и после начала угольного кризиса в 1960-х и 1970-х годах эта область начала менять свои экономические структуры на услуги, ИТ и логистику. В городе Дортмунд в 1980-х годах был открыт первый технологический центр под названием «Технопарк Дортмунд», где базируются такие компании, как Signal Iduna и Wilo.
Структурные изменения могут быть инициированы политическими решениями или постоянными изменениями в ресурсах, населении или обществе. Падение коммунизма, например, — это политическая перемена, которая имеет далеко идущие экономические последствия.

## Структурные изменения в сфере занятости
Структурные изменения в экономике также влияют на занятость. В развивающихся странах, как правило, отмечается высокая доля занятости в первичном секторе, в то время как в развитых странах доля занятости в третичном секторе высока.

## Тестирование эконометрических моделей структурных изменений
Тесты структурных изменений — это разновидность эконометрического теста гипотез. Они используются для проверки равенства коэффициентов между отдельными подвыборками набора данных.